# クシルワック国勢調査地域
座標: 北緯62度09分 西経163度53分 / 北緯62.150度 西経163.883度
クシルワック国勢調査地域（クシルワックこくせいちょうさちいき、英語: Kusilvak Census Area）は、アメリカ合衆国アラスカ州非自治郡の国勢調査地域。州西部に位置し、ベーリング海に面している。最大都市はフーパーベイ。人口は8,368人（2020年国勢調査）で、そのほとんどがアラスカ先住民である。
2015年まではウェイド・ハンプトン国勢調査地域（Wade Hampton Census Area）と呼称されていた。

## 地理
アメリカ合衆国国勢調査局によれば、クシルワック国勢調査地域の面積は19,673平方マイル (50,950 km2)で、そのうち陸地は17,081平方マイル (44,240 km2)、水域は2,592平方マイル (6,710 km2)で、割合は13.2%である。
一部はユーコンデルタ国立野生動物保護区に指定されている。

### 隣接する行政区画
- ノーム国勢調査地域 - 北
- ユーコン・コユクック国勢調査地域 - 東
- ベセル国勢調査地域 - 南

## 歴史
1913年より4年間アラスカ準州の連邦裁判官を務めたジョン・ランドルフ・タッカーは、州西部の鉱山地区に義父のウェイド・ハンプトンの名前を付けた。地域名の「ウェイド・ハンプトン」は1920年の国勢調査の記録地区に初めて登場し、以後約1世紀にわたって使用された。由来となった人物はアメリカ連合国（南軍）の将軍で、アラスカ先住民やその他の住民は奴隷所有者であった彼の名前を冠すことは地域の「汚点」だと主張した。
2015年、ビル・ウォーカー州知事はクシルワック山脈にちなんだクシルワック国勢調査地域への改名を求める書簡をアメリカ合衆国国勢調査局に提出し、7月1日に承認された。

## 住民
| 人種 / 民族 (NH = 非ヒスパニック)               | 人口 2020 | %       |
| ----------------------------------------------- | --------- | ------- |
| 白人 (NH)                                       | 173       | 2.07%   |
| アフリカ系アメリカ人 (NH)                       | 16        | 0.19%   |
| ネイティブ・アメリカンまたはアラスカ先住民 (NH) | 7,946     | 94.96%  |
| アジア系アメリカ人 alone (NH)                   | 23        | 0.27%   |
| 太平洋諸島系 (NH)                               | 0         | 0%      |
| その他の人種 (NH)                               | 14        | 2.17%   |
| 混血 (NH)                                       | 182       | 2.17%   |
| ラテン系アメリカ人（ヒスパニック）              | 14        | 0.17%   |
| 合計                                            | 8,368     | 100.00% |

2020年国勢調査によると、人口は8,368人である。そのうち約95パーセントはアラスカ先住民あるいはネイティブ・アメリカンと回答している。
アメリカ合衆国の中でも貧しい地域に挙げられており、2014年の失業率は23.7パーセントで、全米の郡および郡相当の行政区画では最も高かった。2021年6月時点の貧困率は39パーセント、失業率は24パーセントで、依然として高い水準を維持している。
また2012年から2016年の間に49人の自殺者が記録されており、これも全米で最も高い割合となっている。

## 都市

### 市
- Alakanuk
- チェバク（英語版）
- Emmonak
- フーパーベイ
- Kotlik
- マーシャル（英語版）
- マウンテンビレッジ（英語版）
- Nunam Iqua
- パイロットステーション（英語版）
- ロシアンミッション（英語版）
- セントメアリーズ（英語版）
- スキャモンベイ（英語版）

### 国勢調査指定地域(CDP)
- Pitkas Point

### 非法人コミュニティ
- Paimiut